# Convento del Santissimo Rosario
La chiesa di Maria Santissima del Rosario (anticamente denominata "di San Domenico") è un luogo di culto cattolico di Marino, in città metropolitana di Roma Capitale e sede suburbicaria di Albano. È annessa al convento delle suore domenicane di stretta osservanza.

## Storia
Il convento delle suore domenicane di stretta osservanza fu istituito da papa Clemente X con breve dell'8 maggio 1675. La fondazione fu promossa da madre Maria Isabella Colonna, al secolo Maria Antonia, suora presso il convento delle suore domenicane dei Santi Domenico e Sisto in Roma.
Il fratello di suor Maria Isabella, il duca Lorenzo Onofrio Colonna, assecondò la volontà della sorella e finanziò la costruzione del convento. Il 27 maggio 1675 il duca acquistò da tale Ferdinando Leoncelli alcune case, stalle e cantine sul piazzale di "For de Porta" per 2165 scudi; il 17 giugno 1676 Lorenzo Onofrio dotò il monastero di una rendita di 300 scudi annui. I lavori di sistemazione furono portati avanti rapidamente e già il 22 settembre 1676 suor Maria Isabella poté stabilirsi nel nuovo convento. La fondatrice morì a soli quarantotto anni, nel 1682.
I lavori per la costruzione della chiesa ebbero inizio il 2 marzo 1712 dietro disegno dell'architetto Giuseppe Sardi. I lavori terminarono il 30 aprile 1713.
La comunità delle "moniche rinchiuse", come sono familiarmente chiamate dai marinesi, è diventata nei secoli un punto di riferimento per la città. Durante i tragici eventi del 1944, presso il convento venne allestito un piccolo ospedale di fortuna.
Il 9 dicembre 2008 Vladimir Luxuria si è recata al Museo Civico Umberto Mastroianni per visitarvi la mostra allestita in memoria di Luciano Massimo Consoli, defunto presidente del circolo di cultura omosessuale di Roma. Nel corso della visita, l'ex-onorevole si è voluta anche recare in visita presso il convento.

## Descrizione

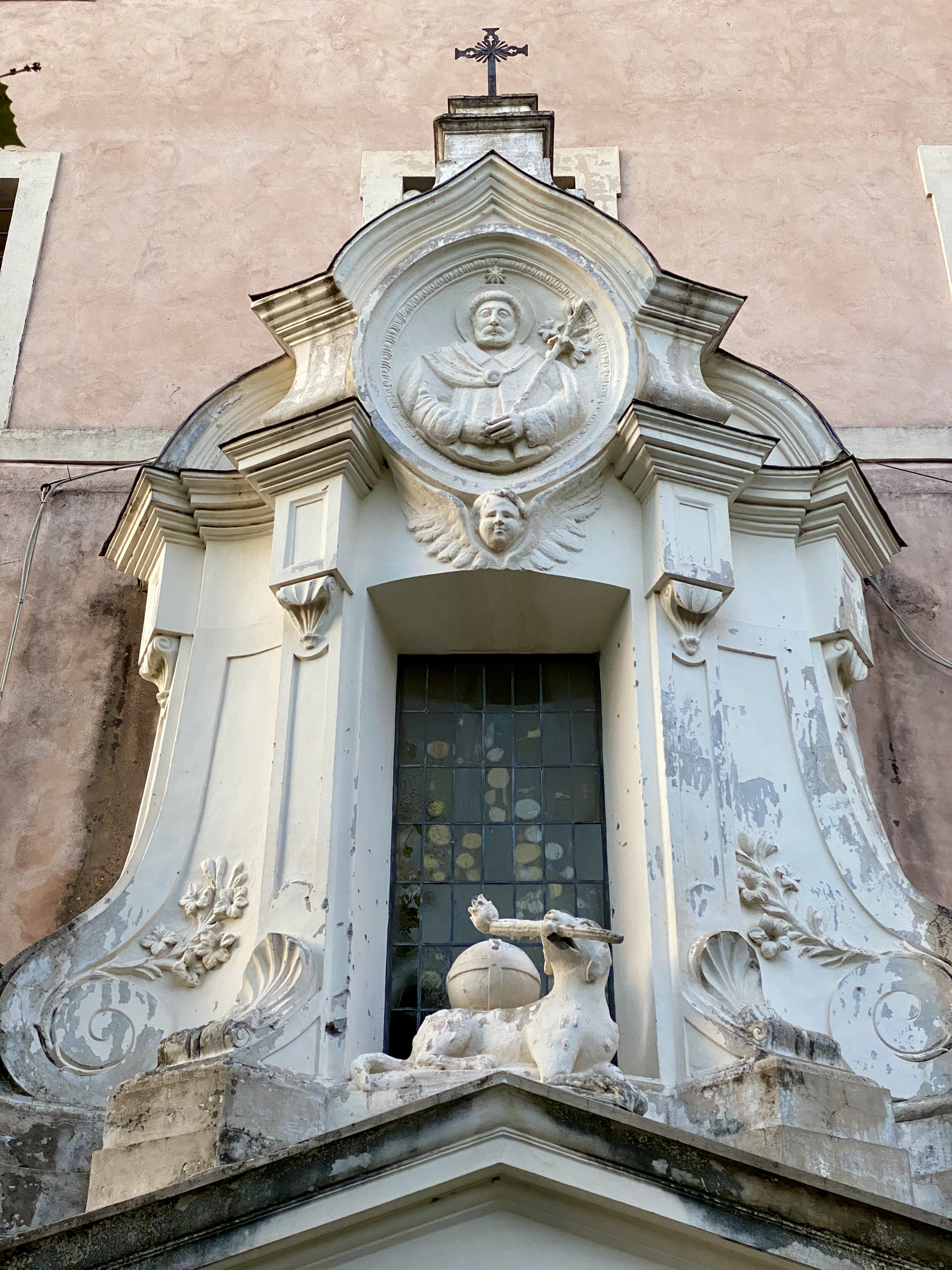
Particolare del portale della chiesa (agosto 2020).

La chiesa, di dimensioni non eccezionali, è tuttavia un pregevole esempio di rococò romano del primo Settecento, tanto da aver attirato la curiosità di insigni studiosi: si sviluppa con una pianta a croce greca sormontata da una cupola: l'interno è completamente rivestito di stucchi bianchi. Dietro l'altare, incastonato nel muro, è conservato un tabernacolo quattrocentesco attribuito alla scuola di Mino da Fiesole.
Il monastero invece risulta essere frutto dell'unione di vari corpi di fabbrica. L'architettura è volutamente spoglia, in coerenza con il carisma delle religiose: è stato perciò osservato che il monastero risulta grande, ma non grandioso.